# Saliente

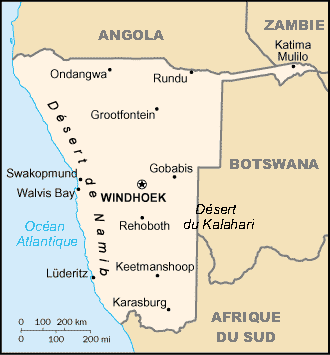
A faixa de Caprivi, no nordeste da Namíbia, é um exemplo de saliente.

Um saliente é, em geografia, uma extensão territorial longa e estreita de uma divisão administrativa. Descreve a forma geográfica particular das fronteiras de determinados territórios. Existe o saliente geopolítico ou territorial artificial, foco deste artigo, sem base natural, e o saliente natural, como o que se vê entre Touros e São Francisco, ou no norte sergipano, que é largo em demasia para ser classificado como península mas diverge da reentrância costeira claramente e se projecta ao oceano.
Tambem é exemplo de saliente a fronteira do Kalahari norte entre seus dois países e outras zonas, apesar de nesse caso ser menos saliente e se projectar menos ao mar, tanto sendo área estratégica que a exemplo de certas reentrâncias índicas do oeste foram rachadas ao meio como limite entre países para não ficarem sob o controle de um só lado. 

## Exemplos

### Nível nacional

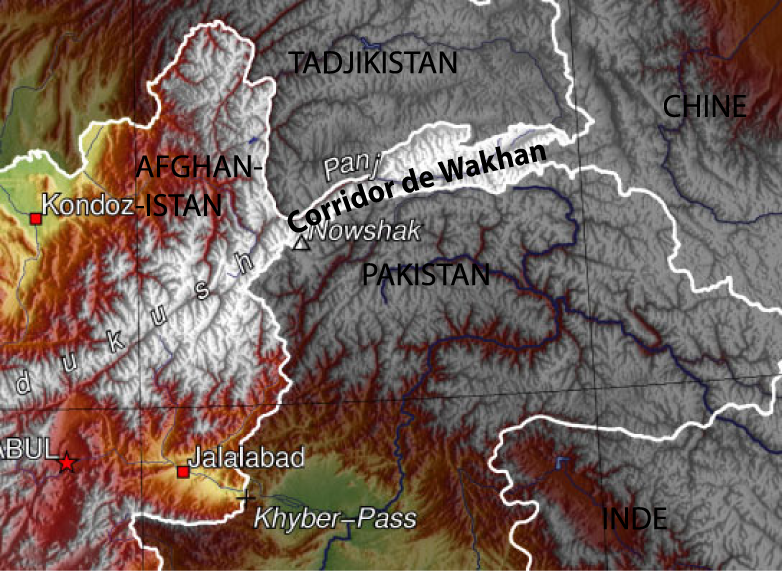
O corredor de Wakhan, no leste do Afeganistão

Alguns exemplos de salientes a nível de fronteiras nacionais:
- Afeganistão : corredor de Wakhan, no leste da província de Badakhshan.
- Argentina : província de Misiones.
- Áustria : Província do Tirol.
- Brunei : Temburong.
- Camarões : Maroua.
- Colômbia : sudeste do departamento de Amazonas (onde fica a capital do departamento, Leticia) e de Guainía.
- Estados Unidos : Panhandle do Alasca, o sul do estado do Alasca.
- França : zona a norte de Fumay, departamento das Ardenas.
- Guatemala : Petén.
- Índia : Sikkim (entre o Butão e o Tibete). Os estados do leste (Arunachal Pradesh, Assam, Manipur, Meghalaya, Mizoram, Nagaland e Tripura) são igualmente quase separadas do resto do país, mas apenas por um corredor na Bengala Ocidental separando o Bangladesh do Butão, pelo que não é bem uma forma de saliente propriamente dita.
- Israel : o Dedo da Galileia, no norte do país.
- Itália : província de Trieste.
- Namíbia : a faixa de Caprivi.
- Mianmar : Tanintharyi.
- Moçambique : Província de Tete
- Países Baixos : sul de Limburgo, contendo Maastricht.
- Polónia : oeste da voivodia da Baixa Silésia (à volta da cidade de Bogatynia).
- Quirguistão : Batken.
- R.D.Congo : sul da província de Alto Catanga.
- República Checa : oeste do kraj de Karlovy Vary (à volta da cidade de Aš).
- Senegal : Casamança, separada do resto do país pela Gâmbia.
- Tailândia : a Região Sul.
- Turquia : região de Antioquia

### Nível subnacional

Mapa administrativo de Bruxelles-ville (vermelho) na região de Bruxelas-Capital

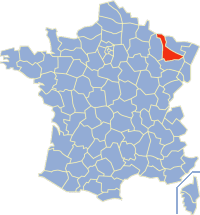
Situação de Meurthe-et-Moselle (a vermelho) em França

O saliente de Lisboa situado no Parque das Nações (a vermelho)

- Bruxelles-ville, comuna da região de Bruxelas-Capital, comporta uma excrescência no sul do pentágono histórico da cidade, ligada ao resto da cidade pela avenida Louise.
- A nível subnacional, as fronteiras dos Estados dos Estados Unidos geraram uma vasta colecção de exemplos de salientes :
  - Carolina do Norte : parte ocidental, perto de Asheville
  - Connecticut : sudeste do estado, o Condado de Fairfield forma uma excrescência para o estado de Nova Iorque, que resulta de diferendos territoriais do fim do século XVII.
  - Flórida : faixa incluindo os 16 condados mais ocidentais do estado, entre a Geórgia e o Alabama a norte e o golfo do México a sul, conhecida como panhandle da Flórida.
  - Idaho : os 10 condados mais a norte no estado, junto do estado de Washington a oeste, o Montana a leste e o Canadá a norte. Estes condados não são situados no mesmo fuso horário que o resto do estado e são conhecidos como o Panhandle do Idaho.
  - Maryland : parte mais ocidental do estado, composta por condados de Allegany, Condado de Garrett e Washington. A fronteira sul com a Virgínia Ocidental é formada pelo rio Potomac enquanto que a fronteira norte com a Pensilvânia é uma linha recta. Estas duas fronteiras convergem quase até ao nível de Hancock para não deixar senão uma faixa de 3 km de largura.
  - Nebraska : parte ocidental do estado
  - Oklahoma : formado pelos condados de Condado de Beaver, Condado de Cimarron e Condado de Texas, no oeste do estado, o panhandle do Oklahoma.
  - Texas : composto pelos 26 condados mais setentrionais no estado, o panhandle do Texas.
  - Virgínia Ocidental : tem duas excrescências distintas uma a norte e outra leste.
- Em França, o departamento de Meurthe-et-Moselle : a sua forma é por vezes comparada à de um ganso.
- Em Portugal:
  - o concelho de Coruche tem o seu saliente na zona sudeste, definido pela freguesia do Couço, que se prolonga por um estreito corredor em direcção ao Alentejo;
  - o concelho de Grândola tem o seu saliente definido pela península de Troia;
  - o concelho de Lisboa, fruto da reorganização administrativa de 2013, adquiriu territórios que pertenciam a Loures para formar a freguesia do Parque das Nações, e que originaram um corredor com a configuração de saliente no seu extremo nordeste;
  - a antiga freguesia de Moscavide, com o seu saliente a oriente da Linha da Azambuja.
- No Brasil podem citar-se os seguintes casos:
  - Maranhão: toda a Mesorregião do Sul Maranhense, além do município de São Pedro da Água Branca.
  - Rondônia: distrito de Extrema, no município de Porto Velho, na região oeste do estado.
  - Rio de Janeiro: litoral sul do estado, nos municípios de Paraty e de Angra dos Reis (exceto ilhas costeiras).
  - Triângulo Mineiro (região oeste do estado de Minas Gerais).
  - Santa Catarina: toda a Mesorregião do Oeste Catarinense, além do município de Praia Grande.
  - Amapá: região oeste do estado no município de Laranjal do Jari.
  - Mato Grosso: região do interflúvio entre o Rio Juruena e o Rio Teles Pires em Apiacás.
  - Roraima: região noroeste do estado na zona de fronteira com a Venezuela.
  - Bahia: toda a Microrregião de Porto Seguro.